# Indemini
Indemini ([inˈdeːmini], in dialetto ticinese Indémen) è una frazione di 36 abitanti del comune svizzero di Gambarogno, nel Canton Ticino (distretto di Locarno).

## Geografia fisica
Indemini è situato ai piedi del colle di Sant'Anna in Val Giona  (val Veddasca).

## Storia
Nel 1800 la Repubblica Elvetica aveva ipotizzato lo scambio Indemini con Campione d'Italia, allora enclave della Repubblica Cisalpina, ma la questione non ebbe seguito.

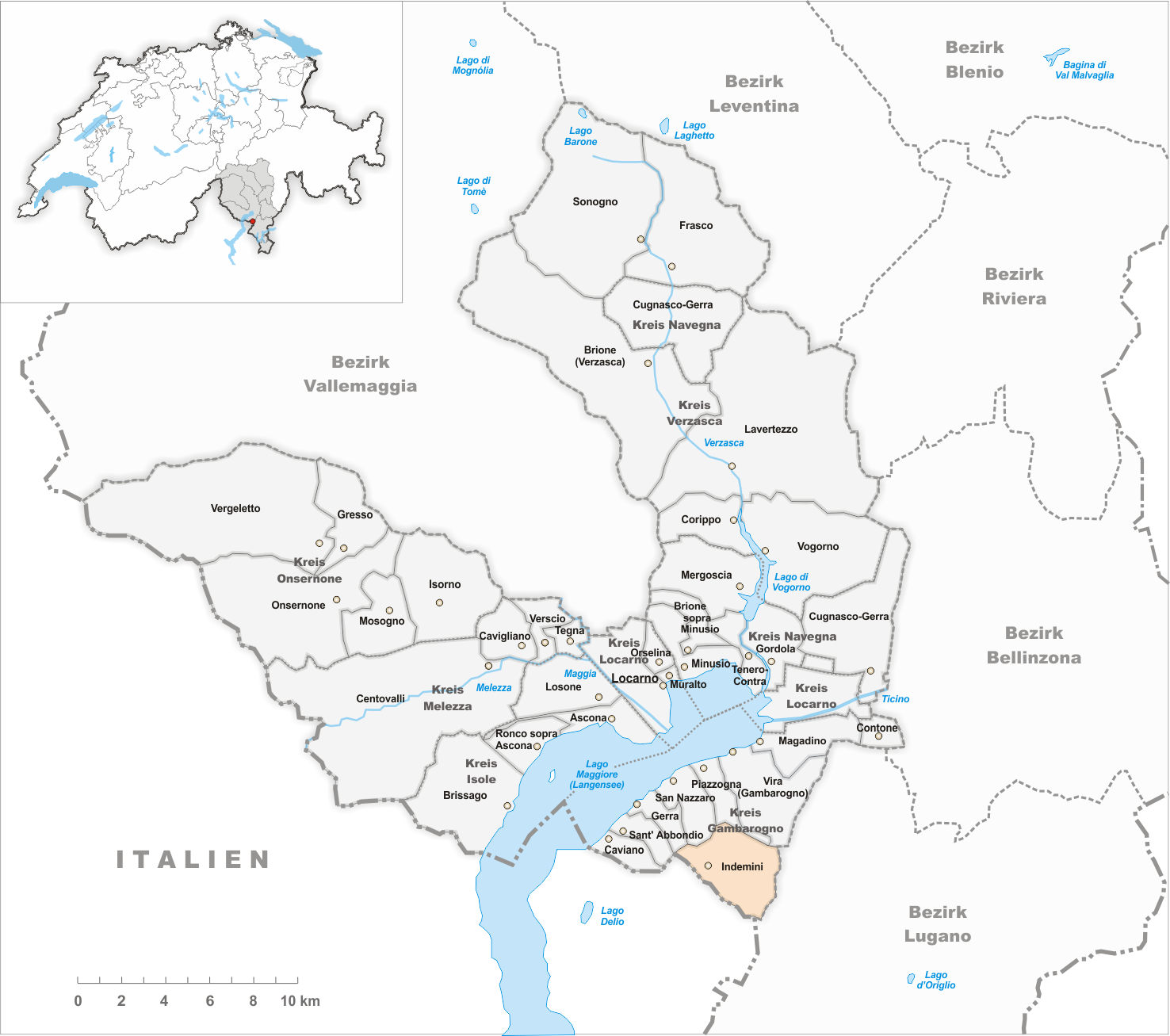
Il territorio del comune di Indemini prima degli accorpamenti comunali del 2010

Già comune autonomo che si estendeva per 11,3 km², nel 2010 è stato accorpato agli altri comuni soppressi di Caviano, Contone, Gerra Gambarogno, Magadino, Piazzogna, San Nazzaro, Sant'Abbondio e Vira Gambarogno per formare il comune di Gambarogno. La fusione è stata decisa dal Consiglio di Stato il 16 aprile 2008 e approvata dal Gran Consiglio ticinese il 23 giugno successivo.

## Monumenti e luoghi d'interesse
- Chiesa parrocchiale di San Bartolomeo, costruita prima del 1213[2];
- Oratorio della Madonna del Monte o di Sant'Anna, sul colle di Sant'Anna, del XVI secolo[senza fonte];
- Vecchio mulino[senza fonte];
- Lavatoio pubblico[senza fonte];
- Alpe di Montoia;
- Case con loggiati in legno;[4]
- Museo del Patriziato.

## Società

### Evoluzione demografica
L'evoluzione demografica è riportata nella seguente tabella:
Abitanti censiti

## Amministrazione
Ogni famiglia originaria del luogo fa parte del cosiddetto comune patriziale e ha la responsabilità della manutenzione di ogni bene ricadente all'interno dei confini della frazione.